# Ferrelview
Ferrelview – wieś w Stanach Zjednoczonych, w stanie Missouri, w hrabstwie Platte.